# 2. Wasserball-Liga Süd

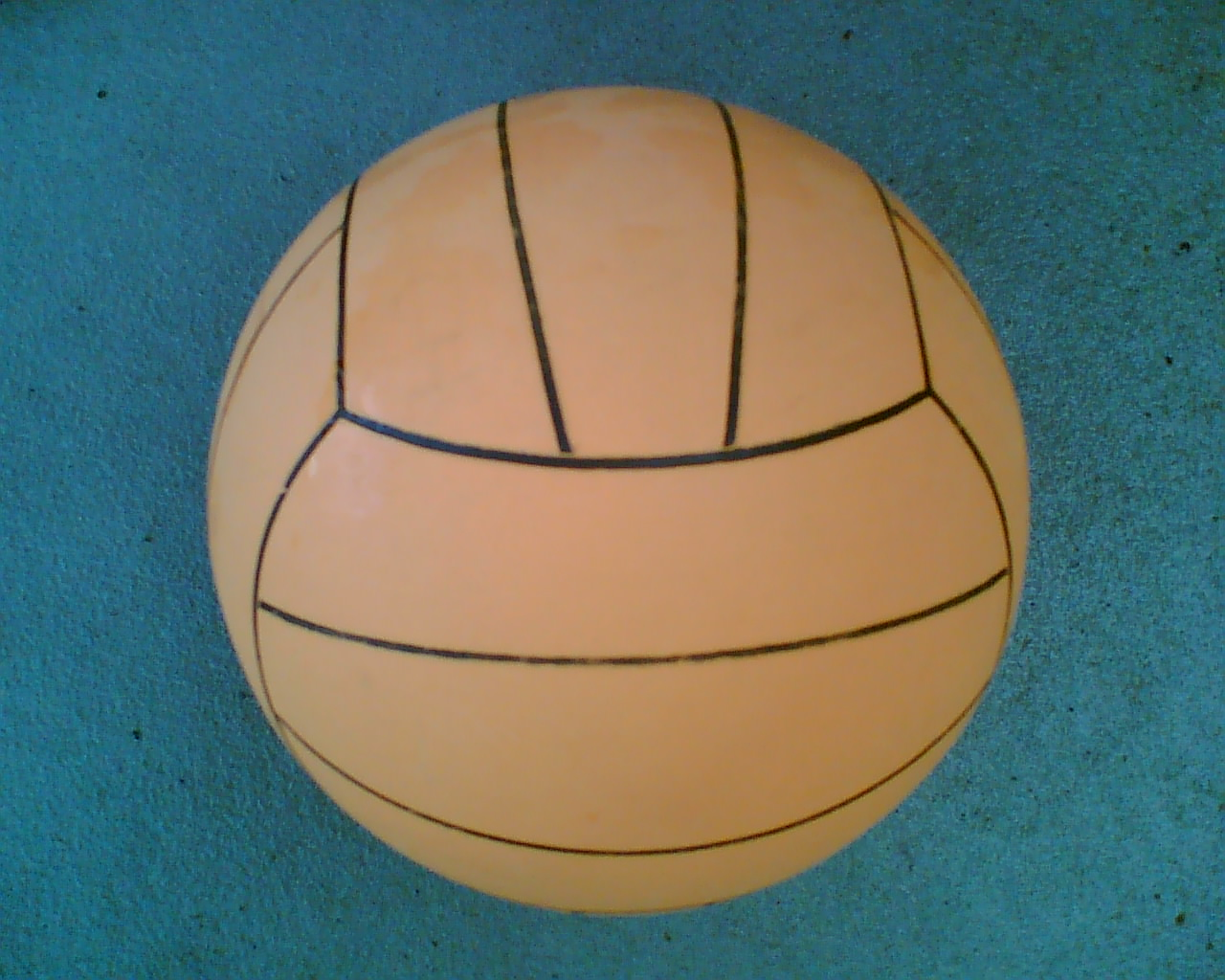
Ein Wasserball, das Sportgerät des Spieles

Die 2. Wasserball-Liga Süd (kurz 2. WBLS) ist eine der vier zweithöchsten deutschen Spielklassen sowie die höchste Spielklasse Süddeutschlands für den Mannschaftssport Wasserball. Sie entstand 2006 nach einer Reform der Deutschen Wasserball-Liga (DWL) als Nachfolger der vormaligen Regionalliga Süd.

## Mitglieder der Saison 2021/22
Folgende neun Vereine werden den Süddeutschen Meister ausspielen.
- SG Stadtwerke München
- WSV Vorwärts Ludwigshafen
- SGW Leimen/Mannheim
- SC Wasserfreunde Fulda
- SV Cannstatt
- VfB Friedberg
- SV Bietigheim
- Erster Frankfurter SC
- WV Darmstadt 70

## Der Spielmodus
Das Dreizehnerfeld spielt im Modus „Jeder gegen Jeden“ in einer Hin- und einer Rückrunde.

### Auf- und Absteiger
Die beste „erste“ Mannschaft (keine Zweitvertretungen) ist teilnahmeberechtigt am Relegationsturnier zur Deutschen Wasserball-Liga (DWL). An diesem nehmen die insgesamt vier qualifizierten Teams der vier Zweitligen (Nord, Ost, West und Süd) und der Vorletzte der DWL teil und spielen die beiden Plätze für die Folgesaison im Oberhaus aus. Absteiger sind die beiden Tabellenletzten, je nach der Anzahl aufstiegswilliger Mannschaften aus den Oberligen (Bayern, Baden-Württemberg, Hessen, Süd-West (Saarland mit Rheinland-Pfalz)) kann es zu einem Aufstiegsturnier für die freien Plätze in der 2. WBLS kommen.

## Bisherige Meister
Saisonrückblick seit Einführung der 2. Wasserball-Liga Süd:
| Saison  | Süddeutscher Meister                           |
| ------- | ---------------------------------------------- |
| 2006/07 | SC Neustadt                                    |
| 2007/08 | SV Cannstatt                                   |
| 2008/09 | SV Cannstatt (Aufsteiger in die DWL)           |
| 2009/10 | SGW Leimen/Mannheim (Aufsteiger in die DWL)    |
| 2010/11 | SV Cannstatt II                                |
| 2011/12 | SC Neustadt (Aufsteiger in die DWL)            |
| 2012/13 | SC Wasserfreunde Fulda (Aufsteiger in die DWL) |
| 2013/14 | SGW Leimen/Mannheim (Aufsteiger in die DWL)    |
| 2014/15 | SC Wasserfreunde Fulda (Aufsteiger in die DWL) |
| 2015/16 | SV Würzburg 05 (Aufsteiger in die DWL)         |
| 2016/17 | SV Weiden                                      |
| 2017/18 | SV Weiden (Aufsteiger in die DWL)              |
| 2010/11 | SV Cannstatt II                                |